# Musée de la femme de Kolgondiéssé
Le musée de la femme de  Kolgondiéssé est un musée destiné à la préservation des instruments de cuisine traditionnels utilisés par les femmes en Afrique, en mettant particulièrement l'accent sur ceux utilisés au Burkina Faso. Au milieu de ce musée, la fondatrice Juliette Kongo met en lumière la structure sociale de la communauté moaga. Le musée a officiellement été inauguré le 08 mars 2024 par le ministre d'Etat, ministre de la communication, de la culture, des arts et du tourisme, monsieur Rimtalba Jean Emmanuel Ouedraogo.

## Historique

### Origine
L'initiative du musée découle de Juliette Kongo, membre de la famille royale du Mogho Naaba. Elle se consacre à la collection et à la préservation des artefacts précieux du patrimoine culturel Mossi. Elle aspire à préserver l'héritage culturel pour les générations futures en particulier l'influence de l'occidentalisation et les transformations qui en découlent au sein de la société africaine. Les calebasses autrefois utilisées pour les repas ont été progressivement remplacées par des verres en cristal, les plats en étain ont supplanté les écuelles, et les enfants d'aujourd'hui sont moins familiers avec les pots en terre traditionnels autrefois utilisés pour les repas.

### Description
Établi en 2006 dans le but de mettre en avant le rôle de la femme africaine, en particulier celles du Burkina Faso et de la cour royale du Moogho Naaba, le Musée abrite une collection d'artefacts ayant appartenu aux femmes de la cour du Moogho Naaba , en particulier aux grandes mères qui étaient les épouses du Moogho Naaba Koom 2. Ces objets revêtent une importance culturelle significative au sein de la société Mossi et au sein de la lignée royale. Des canaris  et bien d'autres objets sont disposés dans le musée.

## Situation Géographique
Le Musée de la Femme se trouve à Kolgondiéssé, dans la région du Plateau Central au Burkina Faso, plus précisément à Ziniaré. Il se trouve à une distance de 41 kilomètres de la ville de Ouagadougou.

## Collection
Le musée contient des objets ayant appartenu aux femmes du Moogho.On y trouve des perles, des canaris, des ustensiles de cuisines, des chevillières, un fagot de bois, un casse-sexe , un panier de funérailles, un fagot de bois qui symbolise le pardon, le respect etc. Tous ont une valeur culturelle et ont appartenu aux femmes du Moogho Naaba Kom2.Dans ce musée, la fondatrice a fait construire des cases traditionnelles reflétant l'habitation de la société africaine. On y rencontre en illustration une case des fétiches.